# Marisa Sannia
Marisa Sannia (* 15. Februar 1947 in Iglesias; † 14. April 2008 in Cagliari) war eine sardische Sängerin, Komponistin und Schauspielerin.

## Leben
Marisa Sannia begann ihr öffentliches musikalisches Leben als Popsängerin in den frühen 1960er Jahren. In der zweiten Hälfte der 1960er Jahre wurde sie auch bei der Produktion von Kinofilmen als Schauspielerin und Sängerin eingesetzt. 

## Alben
- Marisa Sannia 1968
- Marisa Sannia canta Sergio Endrigo e le sue canzoni  1970
- Marisa nel paese delle meraviglie 1973
- La pasta scotta 1976
- Sa oghe de su entu e de su mare 1993
- Melagranàda  1997
- Nanas e janas 2003
- Rosa de papel 2008

## Filme
- I ragazzi di Bandiera Gialla 1967
- Stasera mi butto 1968